# Tilapia busumana
 Tilapia busumana és una espècie de peix de la família dels cíclids i de l'ordre dels perciformes.

## Morfologia
Els mascles poden assolir els 18 cm de longitud total.

## Distribució geogràfica
Es troba a Àfrica: sud-est de la Costa d'Ivori i Ghana.